# Vélites

Un vélite, según ilustración de Theodore Ayrault Dodge en 1861.

Los vélites (del latín veles, en singular; velites, en plural) constituían una unidad de infantería ligera que luchaba al frente de la legión romana en tiempos de la República.

## Trasfondo
Los vélites se reclutaban entre las clases más pobres de la sociedad y de aquellos que aún no eran considerados suficientemente adultos para formar parte de unidades de infantería pesada, normalmente entre 17 y 25 años de edad. Tradicionalmente, los criterios para asignar a un varón a alguna unidad eran el nivel de renta, la edad, la experiencia y las condiciones físicas. Aunque originalmente existían dos clases de infantería, rorarii y accensi consideradas más pobres, desaparecieron dado su escaso valor y coste en el ejército.

Una vez reunidos todos los soldados en el momento indicado, se eligen los vélites de entre los más jóvenes y más pobres
 Polibio, Historia Universal bajo la República Romana VI, 21.7

## Equipamiento

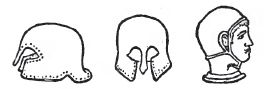
Galeae, yelmos básicos de los vélites, de cuero acolchado.

Considerados infantería ligera y escaramuzadores dentro del ejército romano, los vélites portaban un haz de jabalinas ligeras (hastae velitares), al menos dos, que arrojaban al enemigo a distancia. El cuello de estas jabalinas estaba diseñado para doblarse en el momento del impacto, lo que las hacía inútiles para el enemigo si éste deseaba hacer uso de ellas una vez lanzadas (al igual que ocurría con los pila que portaban los legionarios pesados). La longitud de estas jabalinas rondaba los 80 a 120 cm, y el grosor no era mucho mayor al de un dedo, aunque sus formas eran muy variadas.

Por su inexperiencia y endeble equipamiento, esta unidad retrocedía inmediatamente después de haber arrojado sus jabalinas, cobijándose en los espacios dejados por la siguiente línea de ataque.
 Glasman, 2007: 115

Como arma preventiva, también portaban una espada corta (gladius hispaniensis o «espada hispana») de unos 74 cm de longitud, que utilizaban en caso de llegar a combate cuerpo a cuerpo. Era un arma para dar estocadas, aunque también era muy útil a la hora de hacer cortes, «los soldados de infantería no hacían esgrima como D'Artagnan, apuñalaban como carniceros», adoptada por las legiones tras el contacto con los mercenarios hispánicos al servicio de Cartago durante la primera guerra púnica y muy extendida hacia el año 200 a. C. Muy efectiva a la hora de amputar brazos por los hombros, cercenar cuellos y abrir vientres; tanto que causaba terror en las guerras macedónicas. No llevaban armadura, salvo contadas excepciones, y se protegían con un escudo (parma) circular de unos 90 cm de diámetro, fabricado con mimbre o madera forrada con piel y laminada con un borde de metal. Aunque todos los vélites recibían un casco o yelmo de cuero acolchonado llamado gaela, frecuentemente los cubrían con pieles de lobos, osos u otros animales con el propósito de parecer más fieros y ser más fácilmente identificables a ojos de sus comandantes.
Por su humilde origen, estas tropas jamás pudieron permitirse mucho equipamiento, lo que les impedía mayor eficacia aunque este mejoró tras las reformas del 211 a. C., anteriormente solamente iban armados con lanzas pero a partir de entonces incorporaron los escudos, espadas cortas y cascos. Estas se vieron impulsadas por su pobre desempeño en la batalla de Cannas si se las compara a sus contrapartes cartaginesas. Gracias a esto pudieron mejorar sus tácticas de emboscada y acoso al enemigo antes de empezar el combate cuerpo a cuerpo.

## Organización estructural

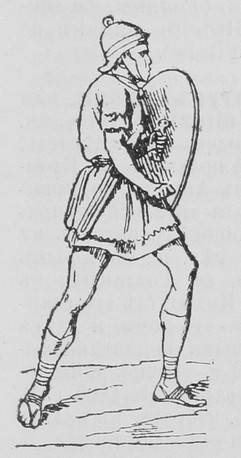
Vélites

Por normal general, toda legión se componía de un total de 4.200 hombres -que aumentaban a 5.000 en tiempos de crisis- de los que 600 eran triarios, 1.200 príncipes, 1.200 asteros y el resto vélites, tradicionalmente unos 1.200.
Dentro de la legión, estos vélites no formaban sus propias unidades: 40 de ellos eran asignados a cada manípulo de asteros (hastati), principes y triarios (triarii). A diferencia de estos contingentes, adoptaban una formación abierta y poco cohesionada, sin estructura concreta, que les permitiera un rápido avance y retirada, y una mayor movilidad ante el enemigo.
Los vélites formaban en orden abierto al frente de las legiones para retirarse a la retaguardia o los flancos mientras los asteros –primera línea- empezaban el combate cuerpo a cuerpo. Cuando la segunda línea –principes- cargaba, los asteros se refugiaban y reagrupaban atrás para volver al ataque. Para el momento en que se lanzaba la reserva –triarios- se esperaba que el enemigo estuviera tan desorganizado que no pudiera resistir a la caballería romana, que procedía a unirse al ataque. Con el objetivo de ayudar en la desorganización enemiga, los vélites continuaban el acoso del enemigo desde los flancos e incluso podían ser llevados a grupas por la caballería cuando se perseguía al rival en retirada.

## Tácticas
Generalmente eran utilizados en primera línea, para acabar con los escaramuzadores rivales antes de comenzar el combate. En batalla, estaban destinados a hostigar a las tropas enemigas mediante escaramuzas, para minar su moral y romper la formación. También cubrían el avance de los asteros, armados con espadas y que constituían la primera línea de choque.
Tras arrojar sus jabalinas, se retiraban a través de los huecos abiertos entre las líneas de asteros, hasta retaguardia. A partir de ese momento, la batalla era tarea de estos últimos, mejor armados y protegidos. Resultaban especialmente útiles para acosar elefantes de guerra y desarbolar carros de guerra, gracias a su notable movilidad y sus múltiples armas arrojadizas, que los hacían más efectivos contra aquellos que la infantería pesada. Su armamento ligero los convertía en un comodín dentro de toda legión romana.

## Historia
Según Tito Livio, los vélites formaron parte integrante de las legiones tras el asedio de Capua, durante la segunda guerra púnica (211 a. C.), apoyándose en las teorías de armas combinadas de Quinto Navío. Sin embargo, existen datos que tropas ligeras, similares a los vélites, combatieron por Roma desde el siglo V a. C..

Desde ese momento la caballería romana actuó en superioridad, y se estableció que debía haber vélites en las legiones. Se dice que Quinto Navio fue la persona que aconsejó mezclar infantería y caballería, y que recibió honores del general por ello.
 Tito Livio, Ab Urbe condita libri XXVI, 4

Las reformas militares de Cayo Mario en el 107 a. C., diseñadas para afrontar la escasez de soldados, debidas a las guerras contra el rey númida Yugurta, acabaron con los distintos tipos de unidades. Fueron suprimidos los requisitos de edad y riqueza: ahora los soldados se unían al ejército para hacer carrera, más que para servir a la ciudad. Eran equipados como infantería media con un equipamiento estándar financiado por el estado. Los auxilliae, tropas locales de irregulares, ahora adoptaban otros roles como el tiro con arco, la escaramuza y maniobras de flanqueo. También tenían por misión abrir las marchas para proteger a la infantería pesada.
Sus equivalentes entre tribus iberas y celtíberas eran los caetrati, conocidos por sus tácticas de guerrilla como el sorprender en bosques y montes con armamento ligero y arrojadizo para desgastar al enemigo, evitando el combate cuerpo a cuerpo campal donde los romanos tenían la ventaja.